# Télé Luxembourg
Télé-Luxembourg puis en 1972, RTL Télé-Luxembourg est une chaîne de télévision généraliste commerciale privée luxembourgeoise à rayonnement international, émettant du 23 janvier 1955 au 3 janvier 1982 d'abord en direction des téléspectateurs luxembourgeois et français, puis aussi des téléspectateurs belges à partir des années 1970 grâce au câble.

## Histoire de la chaîne

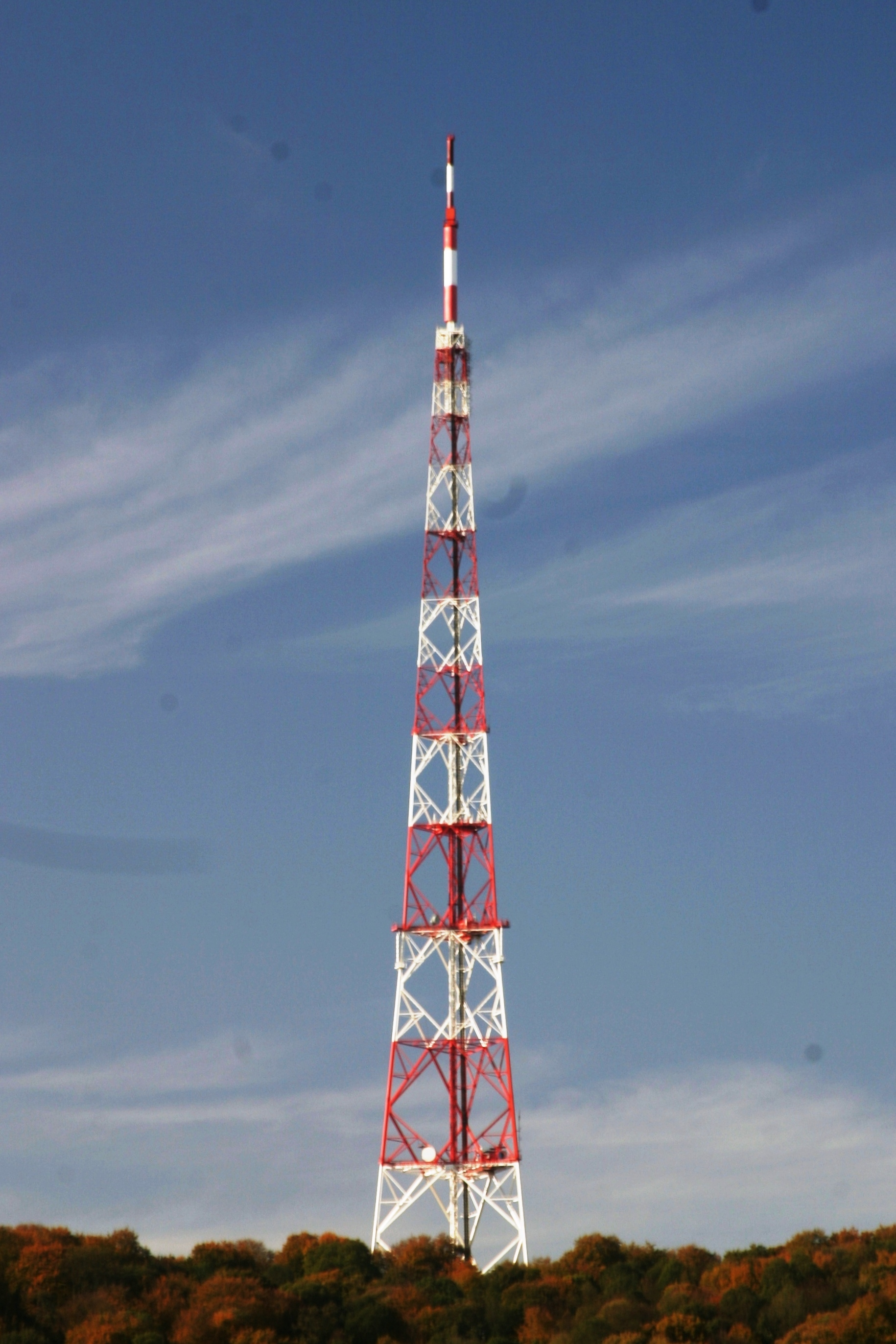
Diffusion de Télé Luxembourg depuis l'émetteur de Dudelange situé au Luxembourg

Le 20 mai 1953, le conseil d'administration de la Compagnie luxembourgeoise de radiodiffusion (CLR), qui possède avec Radio-Luxembourg la radio la plus puissante et la plus rentable d'Europe, autorise son président, Robert Tabouis, à signer un contrat de concession avec le gouvernement luxembourgeois pour exploiter une chaîne de télévision. Poussé par les autorités du Grand-Duché, il obtient une concession permettant à cette chaîne de jouir d'un monopole d'État. Pourtant la naissance de cette télévision n’est pas très désirée par les actionnaires français et belges du radiodiffuseur luxembourgeois qui voient dans la création de ce nouveau poste la perspective d’un déficit énorme. 
Le 1er juillet 1954, la CLR change sa dénomination en Compagnie luxembourgeoise de télédiffusion (CLT) afin d'intégrer sa nouvelle ambition : la télévision. L'achèvement des grands travaux à la Villa Louvigny, siège de la CLT, coïncide avec le début de la construction en août 1954 d'un émetteur de télévision sur le mont Ginsterberg près de Dudelange, site qui s'avère le plus approprié pour assurer une bonne réception, du fait de son altitude de 430 mètres et de sa situation à seulement 200 mètres de la frontière française. Cette implantation marque bien l'intention de la CLT d'émettre en direction de l'Est de la France.
Le 23 janvier 1955, jour de son 59e anniversaire, la grande-duchesse Charlotte Ire inaugure Télé-Luxembourg avec son époux le prince Félix, marquant ainsi la naissance officielle de la télévision luxembourgeoise. À l'écran, la jeune speakerine Danièle Leconte annonce que « Télé-Luxembourg sera l'alliée indispensable de votre famille ». La première émission consiste à faire découvrir les coulisses de la chaîne. Aucun studio de télévision n'est encore installé à la Villa Louvigny, les émissions étant réalisées depuis le bâtiment situé au pied du pylône de l'émetteur de Dudelange. 
Ce puissant émetteur omni-directionnel permet à Télé-Luxembourg d’être captée bien au-delà de ses prévisions initiales, dans un rayon d'environ 150 km soit évidemment au Luxembourg, mais aussi en Province de Luxembourg (Belgique), en Lorraine et même jusqu'à Reims en Champagne ou Strasbourg en Alsace. Utilisant le canal VHF E-07, initialement prévu pour des émissions en 625 lignes et qui est rebaptisé « canal Luxembourg » en France, le standard retenu est le 819 lignes « belge » ou « 819 lignes à bande étroite » retenu par la Belgique francophone. Il utilise moins de bande passante que celui de la Radiodiffusion-télévision française (avec pour résultat une image un peu moins fine, proche de celle en 625 lignes dont il a la même largeur de bande) mais a pour avantage de « caser » un plus grand nombre d'émetteurs sur une même zone) tout en étant visible aussi bien par les téléspectateurs français que wallons qui captent déjà de nombreux émetteurs étrangers (Allemagne, Pays-Bas, Belgique néerlandophone…). Il s'agit alors de la troisième chaîne de télévision généraliste privée en Europe. Sa mission est de diffuser une information interrégionale en français au Luxembourg et en Lorraine. 
Malgré l'embauche de quelques « pointures » de la RTF Télé-Lille (qui porte plainte sans succès contre la station), comme Jacques Navadic ou Robert Diligent pour le futur Journal de Télé-Luxembourg (bulletin de 30 minutes diffusé à 20h00 puis rediffusé à 22h25), les débuts sont plutôt hasardeux car personne ne dispose de réelle formation, les équipes étant constituées de techniciens de Radio-Luxembourg reconvertis dans la télévision. La production se professionnalise peu à peu et en 1956-1957, la CLT construit une tour de huit étages à la Villa Louvigny afin d'y abriter les bureaux et studios de Télé-Luxembourg. La chaîne trouve enfin son public et le siège de Télé-Luxembourg devient rapidement une enseigne mythique du paysage audiovisuel.
Le développement du câble en Belgique francophone se fait grâce à Télé-Luxembourg, dont le signal est repris par les télédistributeurs depuis 1969, qui devient un produit d'appel avec les chaînes françaises et dont Télé-Luxembourg tire alors ses principales recettes publicitaires.

Typographie des véhicules de la chaîne.

### La couleur
Profitant déjà d'une grande notoriété en radio, la marque RTL est adjointe à Télé-Luxembourg dans son logo lors de son passage à la couleur en septembre 1972 afin d'en renforcer l'attractivité et l'esprit de groupe avec la radio, mais la chaîne de télévision est toujours communément appelée Télé-Luxembourg.
À cette occasion, la chaîne est diffusée simultanément depuis Dudelange, en 625 lignes couleur sur le canal UHF 21 en Secam norme L pour les téléspectateurs français et en 625 lignes couleur sur le canal UHF 27 en PAL norme G pour les téléspectateurs belges et luxembourgeois.
Le canal VHF 07 permettant une diffusion plus large en France passe en 625 lignes le 1er septembre 1971. Ce canal est par la suite maintenu en noir et blanc et passe en couleur SECAM norme L en septembre 1979. Ainsi les environs de Reims, de Strasbourg ou même le sud de la ville d'Epinal peuvent désormais capter Télé Luxembourg en couleur.

### L'accident de Dudelange
Le 31 juillet 1981 à 13 h 36, le pylône haubané de l'émetteur de Dudelange est percuté par l'aile droite d'un Dassault Mirage 5[réf. nécessaire] de l'armée belge et est totalement détruit. RTL Télé-Luxembourg est alors dans l'impossibilité d'émettre pendant plusieurs heures, jusqu'à la mise en place d'un système de secours moins performant. 
La station peut toutefois transmettre à 17 h les premières images filmées de l'accident via l'EVN pour l'échange d'images aux membres de l'UER (le faisceau qui permet de distribuer les images d'actualités sur le réseau Eurovision n'ayant pas été touché). Des équipes de journalistes des pays voisins, notamment de l'ARD, de ZDF, de la RTBF, de TF1, d'Antenne 2 et de FR3, convergent vers Dudelange et le soir même, les images sont diffusées dans leurs journaux télévisés. À 19 h 30, la CLT transmet un communiqué aux agences Belga et AFP pour leur faire part de la catastrophe aérienne mais aussi télévisuelle : « Une catastrophe aérienne, survenue cet après-midi à Dudelange, est à l'origine de l'interruption pour une durée indéterminée des programmes de Télé-Luxembourg. Nous espérons que nos émissions, du moins partiellement vers la Belgique et le Luxembourg, pourront redémarrer dans les plus brefs délais, grâce à la compréhension de nos voisins belges qui nous permettront l'entrée directe dans le réseau du câble ». La responsabilité de leur pays étant engagée dans l'accident, les autorités belges prêtent d'abord immédiatement deux faisceaux hertziens de la RTBF à Télé-Luxembourg pour la poursuite de ses émissions en Belgique, puis accèdent finalement à la demande de la CLT le 1er août 1981, alors qu'elles ont jusqu'ici toujours refusé d'enfreindre le monopole de la RTBF, en l'autorisant à accéder directement aux têtes de réseau des télédistributeurs belges sans plus passer par des intermédiaires. Cette décision permet à Télé-Luxembourg d'accroître considérablement son audience en touchant tous les téléspectateurs belges et à sa filiale I&P B (Information & Publicité Belgique) de détenir le monopole de la publicité télévisée en Belgique, interdite sur les chaînes publiques. La chaîne devient enfin rentable vingt-six ans après sa création. Du côté français, environ 70 % des téléspectateurs sont dans l'incapacité de recevoir Télé-Luxembourg par le biais des canaux 7 et 21, malgré la mise en place rapide par les équipes techniques de la CLT d'une antenne de fortune fixée à 174 mètres sur les restes du pylône. Sollicité par Jacques Rigaud, l'administrateur de la CLT en France, le président François Mitterrand répond favorablement à l'appel de la CLT et intervient en personne pour autoriser TDF à utiliser l'ancien émetteur VHF 819 lignes de TF1 depuis Luttange pour relayer en couleur les programmes de Télé-Luxembourg en Lorraine dès le 25 février 1982 jusqu'à la reconstruction du pylône de Dudelange. Mais nombreux sont ceux qui ne peuvent capter correctement les émissions, n'ayant plus d'antenne VHF dirigée vers cet émetteur.

## Identité visuelle
Comme pour mieux affirmer son origine, Télé-Luxembourg prend pour logo en 1960 le lion héraldique du Grand-Duché de Luxembourg. L'antenne s'ouvre alors chaque après-midi par une image fixe de l'émetteur de Dudelange avec la voix de Jacques Harvey annonçant : « Ici Télé Luxembourg, canaux 7, 21 et 27, émetteur de Dudelange, Grand-Duché de Luxembourg », suivie du générique d'ouverture d'antenne avec le lion héraldique du Luxembourg apparaissant sur des cercles symbolisant les ondes hertziennes et le nom Télé Luxembourg,. 
Les indicatifs des pages de publicité de RTL Télé-Luxembourg reprennent les trois lettres RTL et le slogan « RTL, c'est vous » dans des réalisations faisant appel aux effets de la palette graphique de René Steichen,,,,,. 
RTL Télé-Luxembourg est rebaptisée simplement RTL Télévision en janvier 1982, marquant ainsi la suprématie de la marque RTL.

### Logos

Logo de Télé-Luxembourg du 23 janvier 1955 à 1960
Logo de Télé-Luxembourg de 1960 à septembre 1972, utilisé aussi par RTL Télévision jusqu'en 1983 pour l'ouverture et la fermeture d'antenne[16],[17],[18].
Logo de RTL Télé-Luxembourg de septembre 1972 à janvier 1982.
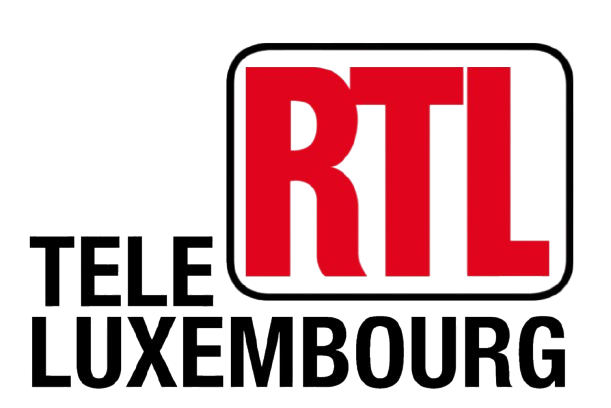
Logo alternatif de RTL Télé Luxembourg de septembre 1972 à janvier 1982[19].

### Slogans
« Vivement ce soir sur Télé-Luxembourg » (1972-1982)

« RTL, c'est vous » (1980-1982)

## Organisation
Seule chaîne de télévision autorisée au Grand-Duché par concession du gouvernement, Télé-Luxembourg est membre de l'Union européenne de radio-télévision dès sa création, représentant le Luxembourg.

### Dirigeants
Président :
- Gust Graas : 23 janvier 1955 - janvier 1982

Directeurs des programmes :
- Claude Robert : 23 janvier 1955 - 1975
- Jacques Navadic : 1975 - janvier 1982
  - Jean Stock (directeur adjoint) : 1981 - janvier 1982

Directeur de l’information :
- Jacques Navadic : 15 septembre 1955 - janvier 1982

### Capital
Télé-Luxembourg est détenue à 100 % par la Compagnie Luxembourgeoise de Télédiffusion (CLT) S.A. 

### Siège
Le siège social de Télé-Luxembourg se situe à la Villa Louvigny à Luxembourg, bâtiment flanqué d'une tour de huit étages, construit en 1956-1957 par la CLT afin d'y abriter les bureaux et studios de la chaîne. Cette adresse ne tarde pas à devenir une enseigne mythique du paysage audiovisuel. 

## Programmes
À ses débuts, Télé-Luxembourg ne diffuse qu'une trentaine d'heures de programme par semaine, en ouvrant son antenne en fin d'après-midi. À côté des émissions pionnières produites par la chaîne et filmées en direct, comme l’École buissonnière diffusée chaque jeudi à 17 h, ainsi que des reportages tournés aux quatre coins du Luxembourg et dans les régions francophones voisines pour les besoins du Journal de Télé-Luxembourg, la consommation de programmes de divertissement est telle que, bientôt, la CLT crée une maison de production parisienne, Paris Télévision, dont le but est de fournir à Télé-Luxembourg des programmes attractifs, asseyant la popularité de stars françaises de la radio comme François Deguelt, Henri Kubnick, Gilles Margaritis, Pierre Desgraupes ou Pierre Bellemare, et proposant des adaptations télévisées des programmes déjà légendaires de Radio-Luxembourg, tel le célèbre jeu de Zappy Max Quitte ou double, ou le feuilleton Sur le banc. 
Petit à petit, sous la conduite de Claude Robert qui dirige les programmes, la chaîne se crée son identité en marquant sa différence face à l’austérité des chaînes nationales françaises et belges. Elle surprend par sa légèreté avec la diffusion de jeux, de séries télévisées, et chaque soir de films, mais surtout par sa convivialité qui se caractérise par ses speakerines-vedettes comme Mireille Delannoy ou Anna-Vera Ceccacci, et par la présence à l'antenne de nombreuses vedettes. L’engouement populaire pour Télé-Luxembourg est à la hauteur des efforts déployés par la chaîne, notamment lors de la production du 7e concours Eurovision de la chanson le dimanche 18 mars 1962 retransmis dans une grande partie de l’Europe depuis le Grand Auditorium de la Villa Louvigny. Cet événement national, réalisé par Jos Pauly et René Steichen, est suivi en direct dans tous les cafés du pays.
L'arrivée de Georges de Caunes sur RTL en 1967 permet à Télé-Luxembourg de diffuser une série d'émissions Georges de Caunes reçoit adaptées de son émission à la radio. Le 21 septembre 1969, le journaliste Jean Octave installe chaque dimanche matin une émission de trois quarts d'heure en langue luxembourgeoise intitulée Hei Elei Kuck Elei en référence à une citation du livret de l'opérette luxembourgeoise Mum Séis. 
Lorsque Jacques Navadic succède à Claude Robert à la direction des programmes en 1975, la vocation familiale et populaire de Télé-Luxembourg le guide pour asseoir la notoriété de la chaîne. La diffusion quotidienne de films, de séries américaines, de jeux et d’émissions employant les mêmes animateurs confère à Télé-Luxembourg un statut de chaîne star au Luxembourg, dans l'Est de la France et en Belgique. Les jeux de fidélisation arrivent, avec Le Coffre-fort présenté chaque soir par Michèle Etzel, puis avec le slogan « Vivement ce soir sur Télé-Luxembourg », un autocollant publicitaire que les téléspectateurs doivent apposer sur la lunette arrière de leur véhicule, et ainsi, avoir la chance de se faire filmer par une équipe de la chaîne pour être diffusé à l'antenne. Comme par le passé, Jacques Navadic fait aussi appel à de nouveaux visages venus de l'antenne radio de RTL à qui il demande d'adapter leurs émissions radiophoniques à la télévision, comme André Torrent avec le Hit-Parade et Stop ou encore, ou Georges Lang.
Télé-Luxembourg crée et programme des jeux et des séries en avant première avant toutes les autres chaînes francophones d'Europe. Régulièrement, les présentatrices annoncent qu’un programme est diffusé en « priorité de diffusion sur Télé-Luxembourg ». Elle est ainsi la première chaîne en Europe à diffuser Dallas. Cette politique de programme, dite de proximité, instaurée par ses dirigeants repose énormément sur la personnalité des animateurs et l'utilisation du direct. Ainsi, la création de La Bonne Franquette par Jacques Navadic, Jean Stock et Valérie Sarn permet à la chaîne d'ouvrir son antenne plus tôt et de fixer un rendez-vous convivial chaque midi avec les téléspectateurs. 
Jacques Navadic imagine en 1979 un concours pour engager une nouvelle présentatrice. Lors d’une mémorable soirée, intitulée Dix en lice ?, le public de la chaîne et le jury de personnalités (Michel Drucker, Jean Lefebvre, Frédéric François, Thérèse Leduc, Jacques Navadic, Robert Diligent, Valérie Sarn, Jean Stock et Évelyne Pagès) choisissent Marylène Bergmann qui deviendra une des figures emblématiques de la chaîne. À sa suite s’opère un changement de génération et de nouveaux visages font leur apparition à l’antenne : Philippe Goffin, Bibiane Godfroid, Michèle Etzel, Frédérique Ries, Claude Rappé, Anouchka Sikorsky et Jean-Luc Bertrand. 

### Émissions
- La course aux étoiles : émission de variétés présentée par Pierre-Louis diffusée de 1955 à 1960 avec Mouloudji, Cora Vaucaire, Georges de Caunes, François Périer, Jean-René Caussimon, Juliette Gréco, Luis Mariano.
- Place au cinéma : une émission d'avant-première du cinéma, bimensuelle, présentée par Jacques Navadic à partir de 1964.
- Flash Back : émission présentée entre autres par Sophie Hecquet.
- L'atout-cuisine du chef : émission culinaire diffusée le vendredi à 18 h 15.
- Torrentiellement Vôtre : émission présentée par André Torrent chaque samedi en début d'après-midi dont fait notamment partie "Super Juke Box" émission réalisée par René Steichen.
- Aventures des hommes : émission de Claude Robert sur les voyages et l'exploration diffusée le vendredi en avant-soirée
- Les sentiers de l'aventure : émission de Claude Robert sur les voyages et l'exploration diffusée le dimanche à 18 h 45 puis à 19 h.
- La preuve par neuf : jeu télévisé de Daniel Delmée et Jean-Marie Dufrasne portant sur la connaissance des neuf pays formant la Communauté européenne.
- Ciné-sélection : magazine de l'actualité cinématographique diffusé le dimanche à 19 h 35 présenté par François Vincent.
- De cinq à sept : émission de Michèle Etzel et Jacques Harvey diffusée les lundis, mardis, jeudis et vendredis de 17 h à 19 h.
- Système D : jeu télévisé diffusé en semaine de 18 h 40 à 19 h.
- Passe et gagne : jeu télévisé diffusé en semaine de 19 h 35 à 19 h 47.
- Les incollables : jeu télévisé adapté des Grosses Têtes, animé par Jean-Pierre Cuny puis par Fabrice et diffusé de 1977 à 1978, émission dont font partie les 2 jeux cités ci-dessus.
- Entre chiens et chats : émission animalière animée par Sophie Garel.accompagnée par Monsieur Vétérinaire à partir de 1978
- Impact du plein Évangile : émission religieuse diffusée le mardi à 22 h 40 (non produite par la chaîne).
- Martini-World : jeu télévisé animé par André Torrent et diffusé le vendredi à 23 h.
- Les potins de la comète : l'horoscope de Lucien Martial diffusé chaque soir entre 22 h 30 et 23 h 45 avant la fermeture de l'antenne.
- Sur le pas de la porte : revue des programmes du lendemain diffusée en toute fin de programme avant la fermeture de l'antenne.

### Publicité télévisée
En tant que chaîne commerciale privée, la publicité télévisée est présente dès l’origine sur l'antenne de Télé-Luxembourg et permet de combler en partie les pertes colossales d’argent de ce nouveau média. En effet, Télé-Luxembourg est déficitaire durant les 18 premières années de son existence et fait perdre à la CLT 700 millions de francs belges en vingt ans.
Contrairement à son homologue Télé Monte-Carlo, la publicité pour les produits alcoolisés n'est pas interdite sur l'antenne de Télé-Luxembourg et les premières publicités vantent donc naturellement bière luxembourgeoise, vin belge et apéritifs. 
Les publicités sont en français et s'adressent aux marchés luxembourgeois, belge et français. La diffusion de Télé-Luxembourg par les télédistributeurs belges à partir de 1969 permet à la chaîne d'être en situation de monopole sur le marché publicitaire télévisé belge et d'en tirer de substantielles recettes.
Les animateurs de la chaîne doivent parfois eux-mêmes lire en direct les messages publicitaires ou y participer.

### Animateurs et présentateurs
- Sylvie Bellec
- Pierre Bellemare
- Marylène Bergmann (24 septembre 1979 - janvier 1982)
- Jean-Luc Bertrand (1977 - janvier 1982)
- Anna-Vera Ceccacci
- Josiane Chen
- Georges de Caunes (1967 - 1969)
- Christian Debois-Frogé (1980 - septembre 1981)
- Mireille Delannoy (1962 - 1963)
- Michèle Etzel (3 septembre 1977 - janvier 1982)
- Fabrice (1977 - 1978)
- Maurice Favières
- Remo Forlani
- Sophie Garel
- Jacques Harvey
- Sophie Hecquet (1980 - janvier 1982)
- Valérie Hénin
- Georges Lang (? - janvier 1982)
- Nicole Lauroy
- Thérèse Leduc (1958 - 27 juin 1980)
- « Monsieur Jardinier »
- Max Meynier
- Marc Olinger
- Odette Paris
- Claudine Pelletier
- Jean-Albert Pilloy
- Claude Robert (23 janvier 1955 - 25 juin 1980)
- Valérie Sarn (1977 - janvier 1982)
- Mireille Saunin
- Jean Stock (janvier 1977 - janvier 1982)
- Jean-Claude Thieltgen (1978 - janvier 1982)
- André Torrent (10 septembre 1975 - janvier 1982)
- François Vincent
- Zappy Max (1955 - 1966)

### Journalistes
- Patrick Charles (1975 - janvier 1982)
- Alain Chartiez (1975 - janvier 1982)
- Jean-Charles De Keyser (1970 - janvier 1982)
- Robert Diligent (15 septembre 1955 - janvier 1982)
- René Guibert (1973 - janvier 1982)
- Marian Lacombe (1975 - janvier 1982)
- Serge Molitor (1975 - janvier 1982)
- Jacques Navadic (15 septembre 1955 - janvier 1982)
- Jean Octave (1969 - janvier 1982)
- Jean-François Richard (1977 - janvier 1982)
- Jean Stock (1967 - janvier 1982)

### Speakerines et speakerins
- Marylène Bergmann (24 septembre 1979 - janvier 1982)
- Anna-Vera Ceccacci (1971 - janvier 1982)
- Martine Chad (1965 - 1968)
- Josiane Chen (1963 - ?)
- Mireille Delannoy (1955 - 1963)
- Michèle Etzel (1er avril 1972 - janvier 1982)
- Nicole Favard (1961 - ?)
- René Guitton (1966 - ?)
- Sophie Hecquet (1980 - janvier 1982)
- Nicole Lauroy
- Danièle Leconte (1955 - ?)
- Odette Paris (1965 - 1970)
- Claudine Pelletier (1970 - ?)
- Valérie Périn (1965)
- Anoushka Sikorsky (1er avril 1981 - janvier 1982)
- Mireille Saunin (1965 - ?)
- Françoise Triollet (1965 - ?)

## Diffusion

### Hertzien analogique
Télé-Luxembourg est diffusée en Bande III sur le canal VHF E-07 (polarisation horizontale) de l'émetteur de Dudelange, situé au sud de Luxembourg, dans la norme française 819 lignes noir et blanc, mais avec une trame de canal « à bande étroite » identique à celle de l’Europe occidentale, l'image étant diffusée sur la fréquence de 189,25 MHz à une puissance de 3 kW et le son sur la fréquence de 195,75 MHz à une puissance de 0,75 kW. Après la construction du pylône haubané de 285 m de haut en 1956-1957, la puissance d'émission atteint 100 kW pour l'image et 25 kW pour le son. Le canal VHF E-07 de l'émetteur de Dudelange peut être reçu sur l'ensemble du Grand-Duché de Luxembourg, et en France, sur l'ensemble de la Lorraine, soit les départements de la Moselle, Meurthe-et-Moselle, Vosges et Meuse, ainsi que sur le département français des Ardennes, la partie nord-ouest du département alsacien du Bas-Rhin et sur une petite partie des départements français de la Marne (territoires situés au nord-est de ce département jusqu'à Reims) et de la Haute-Marne (partie nord de ce département, soit la région de Saint-Dizier). Il est également reçu par débordement en Belgique dans les provinces francophones du Luxembourg belge, de Liège et de Namur, ainsi qu'en Allemagne de l'Ouest sur l'ensemble de la Sarre et à l'ouest de la Rhénanie-Palatinat (régions de Trèves, de Wittlich et de Bitburg). 
Le passage des émissions de Télé-Luxembourg à la couleur en septembre 1972 entraîne une modification de l'émetteur à la norme européenne de 625 lignes, mais avec l'adoption du standard vidéo couleurs PAL C (avec image en AM et son en FM) utilisé en Belgique, afin d’arroser davantage ce bassin d'audience chez lequel Télé-Luxembourg rencontre un franc succès. Ce standard vidéo couleur ne correspondant pas au standard SÉCAM adopté par la France, une nouvelle fréquence à destination des téléspectateurs du nord-est de la France est ouverte en parallèle sur l'émetteur de Dudelange, diffusant en Bande IV sur le canal UHF 21-H à la norme européenne de 625 lignes et au standard SÉCAM L. Une autre fréquence UHF est ouverte en 1978 sur le canal 27-H de l'émetteur de Dudelange pour diffuser Télé-Luxembourg au standard PAL G (avec image en AM et son en FM et une puissance d'émission de 1000 kW/100 kW avec image et son entremêlés) vers la Belgique et le nord-ouest du Luxembourg. 
À la suite de l'accident de Dudelange du 31 juillet 1981 qui a décapité le pylône émetteur de Télé-Luxembourg, le gouvernement belge, responsable de l'accident, octroie temporairement à Télé Luxembourg deux fréquences hertziennes de la RTBF afin que la chaîne luxembourgeoise puisse continuer à diffuser ses programmes en Belgique.

### Câble
Télé-Luxembourg fut diffusée par câble en Belgique francophone dès 1969, quand le gouvernement belge accorde des fréquences pour des relais hertziens aux télédistributeurs. Coditel installe alors une station réceptrice dans les Ardennes à Saint-Hubert et envoie le signal de Télé-Luxembourg vers les réseaux câblés de Namur, Brutélé le distribuant dans la périphérie liègeoise et bruxelloise. La chaîne sera ensuite diffusée sur l'ensemble des télédistributeurs belges. 
L'accident de Dudelange du 31 juillet 1981, provoqué par un avion de chasse belge, amène le gouvernement belge à autoriser Télé-Luxembourg à accéder directement aux têtes de réseau des télédistributeurs belges le 1er août 1981, sans plus passer par les intermédiaires précités.
En France, Télé-Luxembourg fut diffusée sur les deux premiers réseaux câblés expérimentaux de Metz et Bitche dès 1979, puis sur les petites régies de télédistribution de villes à population non négligeable.